# Medal of Honor : Résistance
 (juillet 2019).
Si vous disposez d'ouvrages ou d'articles de référence ou si vous connaissez des sites web de qualité traitant du thème abordé ici, merci de compléter l'article en donnant les références utiles à sa vérifiabilité et en les liant à la section « Notes et références ».
Medal of Honor : Résistance (Medal of Honor: Underground) est un jeu vidéo développé par DreamWorks Interactive et édité par Electronic Arts. Il s’agit d’un jeu de tir à la première personne sorti en 2000 sur PlayStation. Suite de Medal of Honor, il est le second opus de la série Medal of Honor.
En 2003 est sortie une adaptation Game Boy Advance de la version PlayStation, développée par Rebellion et éditée par Destination Software.

## Description
Dans Medal of Honor : Résistance le joueur incarne Manon Baptiste, une jeune résistante française déjà apparue en tant que conseillère dans le premier jeu de la série.
Les événements du jeu se situent avant ceux de Medal of Honor. Manon vit à Paris et combat l'occupant allemand avec son frère Jacques alors que les États-Unis ne sont pas encore entrés en guerre. Le jeu avançant, elle se fait recruter par l'OSS. Dès lors, le joueur aura à remplir diverses missions en Europe et en Afrique occupées, comme le sabotage d'une usine de fabrication de bombes volantes V1 ou le sauvetage de prisonniers de guerre tout en affrontant l'ennemi. Le jeu se découpe en 22 niveaux répartis sur 7 grandes missions. Au fil de ces niveaux, le joueur traverse la Grèce, l'Afrique du Nord, l'Italie et l'Allemagne. La fin du jeu se déroule de retour à Paris alors que se termine l'occupation allemande.

## Liste des missions
- L'occupation !
  - Rendez-vous avec le destin
  - En compagnie des morts
  - Sans laisser de trace
  - La cavalerie
- Renard du désert
  - Casablanca
  - Opération Torche
  - Les flammes du désert
  - Un allié dans les dunes
- Aventures en Crète
  - En quête d'informations
  - Reportage à Knossos
  - Labyrinthe
- Wewelsburg : l'antre du mal
- Croisade à Monte Cassino
- L'apprenti saboteur
- Libération !
- La Revanche du Panzerknacker !